# Сура (проект)

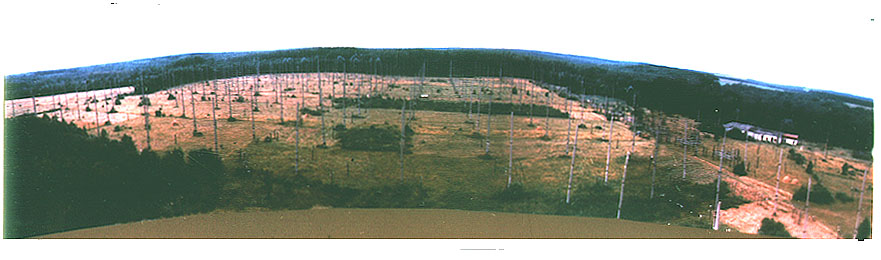
Антенны комплекса Сура

Многофункциональный радиокомплекс Сура́ — нагревной стенд, предназначенный для изучения ионосферы. Расположен возле города Васильсурска Нижегородской области, в 150 км от Нижнего Новгорода. Построен в 1963 г.
Управляется нижегородским Научно-исследовательским радиофизическим институтом, отдел 8.
В состав комплекса входят антенны, здание радиопередающего комплекса, трансформаторная подстанция, лабораторный и хозяйственный корпуса.

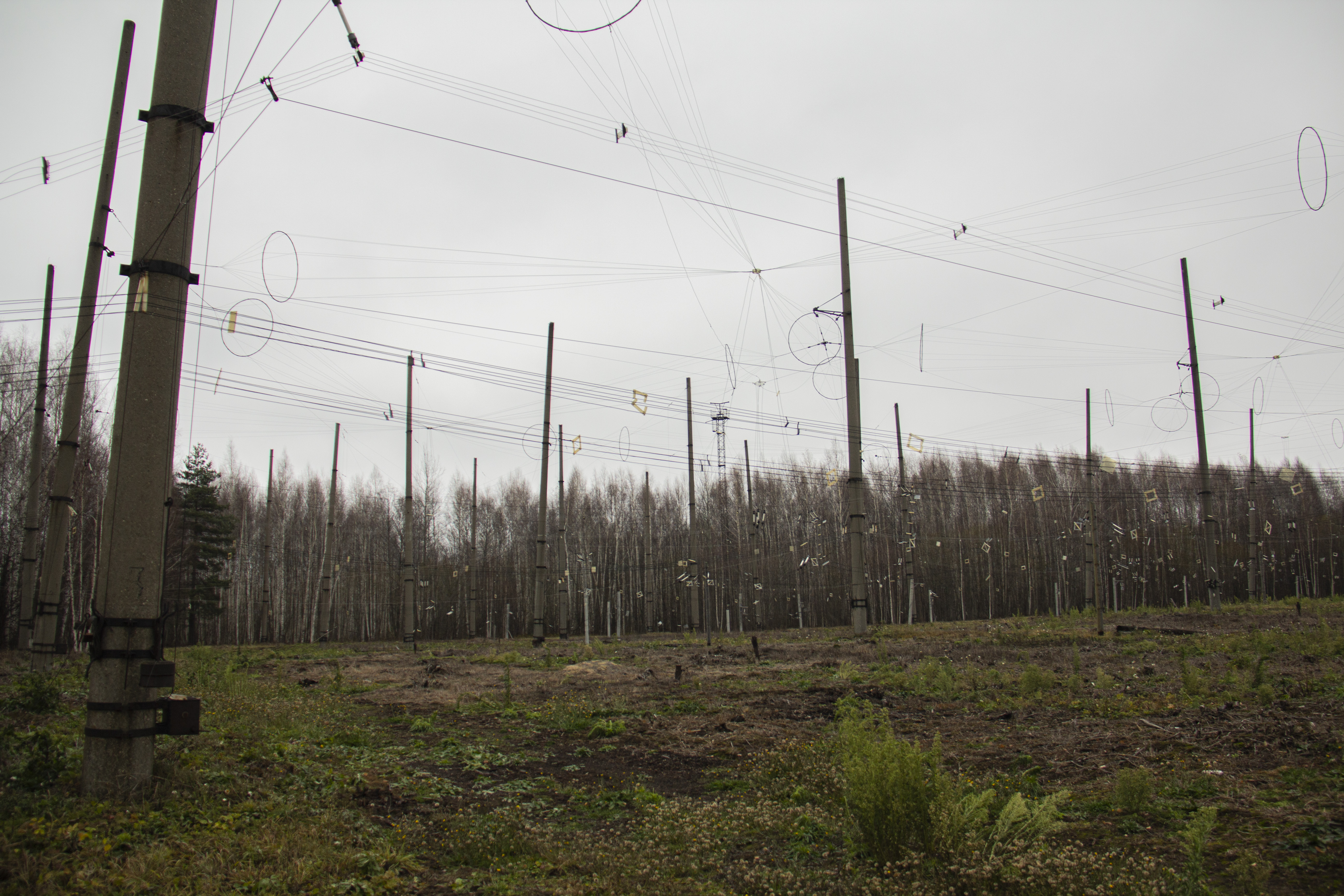
Антенный комплект Сура

## Описание
Принцип действия «Суры» — излучённый установкой узкий пучок радиоволн с эквивалентной изотропно излучаемой мощностью приблизительно до 200 МВт поглощается в ионосфере Земли, вызывает её нагрев и другие локальные возмущения. Изменения в поведении частиц, в полях и волнах регистрируются наземными и космическими датчиками.
Нагревательный стенд «Сура» — единственный расположенный в средних широтах среди подобных установок по всему миру, это позволяет проводить эксперименты на относительно спокойных областях ионосферы.
На «Суре» были открыты колебания нейтральных частиц, которые возникают в ответ на возмущения заряженной плазмы. Это открытие показало, что ионосфера влияет на более нижние слои атмосферы. Ранее учёные считали, что разные слои атмосферы не взаимодействуют между собой вообще или взаимодействуют односторонне — нижние слои на более верхние.
Одной из научных задач для установки была разработка принципов дальней радиосвязи, в том числе связи с подводными лодками на сверхдлинных радиоволнах, которые планировали генерироваться с помощью ионосферы. Эксперименты показали, что ионосфера слишком неустойчива для этого, и интерес Министерства обороны к проекту исчез[когда?].

## Техническая информация
Установка представляет собой фазированную антенную решётку, состоит из трёх передатчиков мощностью по 250 кВт и антенного поля 300 × 300 м, на котором расположены 144 дипольные антенны.
Частотный диапазон установки нагрева — от 4,5 до 9,3 МГц.
В середине диапазона достигается максимальное усиление в зените, равное примерно 260 (~24 дБ), эквивалентная изотропно излучаемая мощность (англ. EIRP, Equivalent Isotropically Radiated Power) установки составляет 190 МВт (~83 дБВт).

## Аналогичные научные проекты
На территории бывшего СССР:
- примерно в 5 км от Змиёва, Харьковской области (Украина) — «УРАН-1»[3];
- в Душанбе (Таджикистан) — радиотехническая система «Горизонт» (2 вертикальные прямоугольные антенны).

В США есть две аналогичные станции — HAARP, и известная как HIPAS (англ. High Power Auroral Stimulation), на Аляске недалеко от города Фэйрбэнкс.
Также США принадлежит комплекс неподалёку от обсерватории Аресибо в Пуэрто-Рико.
В Европе есть два комплекса по исследованию ионосферы, оба в Норвегии: более мощный радар EISCAT (англ. European Incoherent Scatter radar site) расположен недалеко от города Тромсё, менее мощный SPEAR (англ. Space Plasma Exploration by Active Radar) — на архипелаге Шпицберген.
Аналогичный комплекс расположен в Хикамарка ( Лима). Среди них сравнимые с «Сурой» по излучаемой мощности — HAARP, Arecibo, EISCAT.
Целью постройки всех этих систем является изучение ионосферы. Большинство из них имеет возможность стимулировать локальные участки ионосферы.